# Велень (Кеяну, Клуж)
Велень, Велені (рум. Văleni) — село у повіті Клуж в Румунії. Входить до складу комуни Кеяну.
Село розташоване на відстані 311 км на північний захід від Бухареста, 23 км на схід від Клуж-Напоки.

## Населення
За даними перепису населення 2002 року у селі проживали 196 осіб, з них 194 особи (99,0%) румунів. Рідною мовою 194 особи (99,0%) назвали румунську.